# Diplotaxodon limnothrissa
Diplotaxodon limnothrissa är en fiskart som beskrevs av Turner, 1994. Diplotaxodon limnothrissa ingår i släktet Diplotaxodon och familjen Cichlidae. IUCN kategoriserar arten globalt som livskraftig. Inga underarter finns listade i Catalogue of Life.